# ウィリアム・ネアーン (第6代ネアーン卿)
第6代ネアーン卿ジョン・ネアーン（英語: William Murray Nairne,6th Lord Nairne、1808年 - 1837年12月7日没）は、スコットランド貴族。

## 生涯
第5代ネアーン卿ウィリアム・ネアーンとカロライン・オリファント(Caroline Oliphant、1766年8月16日 - 1845年10月27日、ローレンス・オリファントの娘)の一人息子として生まれた。1830年に父が死去すると、爵位を継承した。その後は、生来蒲柳の質だったこともあり、母とともに療養もかねてアイルランドやベルギーに移り住んだ。しかしこれは功を奏さず、1837年にブリュッセルで母に先立って死去した。
彼には男子がなかったため、みいとこのマーガレット・エルフィンストンが爵位の相続人となった。